# 這樣做是為了我
這樣做是為了我是美國歌手莱昂纳尔·里奇收錄於專輯《回到最前面》（Back to Front）中的第一首單曲，並於1992年發行。該歌在美國《告示牌》節奏藍調榜上名列第一，而在《告示牌》百强单曲榜上名列第21位。〈這樣做是為了我〉在歐洲國家取得了一些成功，成為法國和挪威的前十名。

## 排行榜
無效榜單輸入 Germany2|26
| 榜單（1992年）                          | 高峰位置 |
| --------------------------------------- | -------- |
| 澳大利亚（澳大利亚唱片业协会單曲榜）    | 45       |
| 奥地利（Ö3四十强单曲榜）                | 23       |
| 比利时佛兰德（Ultratop五十强单曲榜）    | 11       |
| 法国（法國唱片出版業公會單曲榜）        | 6        |
| 荷兰（百强单曲榜）                      | 12       |
| 新西兰（新西兰唱片音乐协会单曲榜）      | 29       |
| 挪威（世道單曲榜）                      | 7        |
| 瑞士（瑞士热门音乐榜）                  | 12       |
| 英國（官方榜单公司單曲榜）              | 33       |
| 美国（《告示牌》百大單曲榜）            | 21       |
| 美國（《告示牌》Hot R&B/Hip-Hop Songs） | 1        |
| 美國（《告示牌》成人當代單曲榜）        | 3        |